# Odontotrypes purpureipunctatus
Odontotrypes purpureipunctatus är en skalbaggsart som beskrevs av Antoine Boucomont 1905. Odontotrypes purpureipunctatus ingår i släktet Odontotrypes och familjen tordyvlar. Inga underarter finns listade i Catalogue of Life.